# 张老埠乡
张老埠乡，是中华人民共和国河南省信阳市固始县下辖的一个乡镇级行政单位。

## 行政区划
张老埠乡下辖以下地区：
张老埠社区、宣政村、河口村、枣庙村、人主村、吊桥村、夹河村、牛老家村、花园村、薛桥村、祝家楼村、东楼村、茶场村、迎河村、李棚村、雨坛村、陀佛村、桥头村和金堰村。